# Шивера

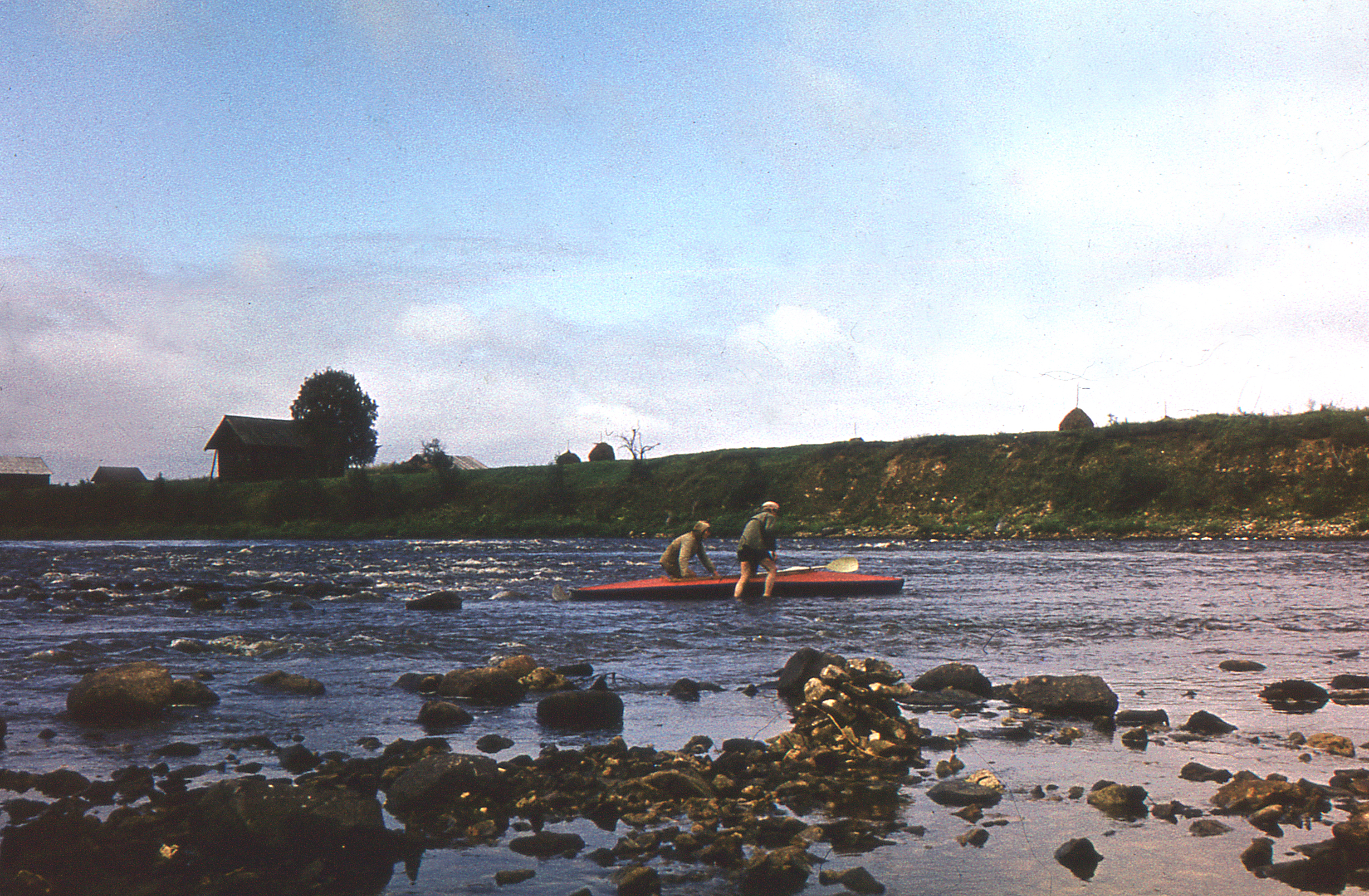
Шивера на річці Онезі

Шивера, шивери (через рос. шивера́ від монг. шивэр) — відносно мілководна, глибиною до 1,5 — 2 м, ділянка річки з безладно розташованим у руслі підводним та випнутим з води камінням (з гравію, щебеню або валунів) і швидкою течією. Протяжність шивер коливається від декількох десятків метрів до декількох кілометрів. Через високу швидкість течії в шиверах виникають косі та прямі стоячі хвилі, зворотні потоки, водяні ями (бочки) за камінням. На відміну від порогів шивери не мають потужних зливів. Зливи локальні, погано простежується їх послідовність, тому важко виділити лінію переважного стоку води (струмінь). Основна складність при проходженні шивери, як і будь-якої перешкоди на річці, полягає у визначені траєкторії судна. Заходи безпеки — розвідка, вибір місць причалювання, страховка з води та берега. Шивери як перешкода зустрічаються майже повсюдно на річках від ІІ категорії складності.
Із широким розвитком туризму в СРСР місцева назва стала також широко застосовуватись до відповідних морфологічних ділянок річок і за межами Сибіру. Шиверою часто називають якусь окрему ділянку великого порогу. Наприклад: «Поріг може починатися довгою нескладною шиверою …»